# Блэр, Серена
Серена Блэр (англ. Serena Blair, род. 25 января 1988 года, Лос-Анджелес, Калифорния, США) — американская порноактриса, эротическая фотомодель и модель эротического видеочата.

## Биография
Серена Блэр родилась в городе Лос-Анджелес (штат Калифорния) в январе 1988 года. Она начала работать моделью эротического видеочата для сайта Kink — портала, который дал ей возможность начать карьеру порноактрисы, сняв первую сцену с ней в феврале 2011 года, когда ей было 23 года.
Работала с такими компаниями, как Evil Angel, Girlsway, Sweetheart Video, Little Dragon Pictures, Twistys, Kink, Mile High, Girlfriends Films и другими.
В 2017 получила премию AVN Awards в категории «лучшая групповая лесбийская сцена» за фильм AI: Artificial Intelligence вместе с Селестой Стар и Аликс Линкс.
В 2018 году была номинирована на премию AVN и XBIZ в категориях «лесбийская актриса года». Также получил ещё одну номинацию на AVN в категории «лучшая групповая лесбийская сцена» за фильм The Faces of Alice, вместе с Сарой Лав, Эй Джей Эпплгейт, Далией Скай, Мелиссой Мур, Кимми Грейнджер, Дарси Дольче, Кристен Скотт, Бри Дэниелс и Каденс Люкс.
Снялась более чем в 80 фильмах.

## Фильмография
Некоторые работы: All Girl Frenzy, Carter’s Anal College, Fantasy Factory, Flashback, I.T. Girl, Love Love, Pledge, Tasty Treats 2, Vampires.

## Премии и номинации
| Год  | Церемония                   | Результат | Номинация                               | Работа                      |
| ---- | --------------------------- | --------- | --------------------------------------- | --------------------------- |
| 2016 | Spank Bank Awards           | Номинация | Фетиш-виртуоз года                      | н/д                         |
| 2016 | Spank Bank Awards           | Номинация | Fucking Nerd of the Year                | н/д                         |
| 2016 | Spank Bank Awards           | Номинация | Most Underrated Slut                    | н/д                         |
| 2016 | Spank Bank Awards           | Номинация | Spanking Slut of the Year               | н/д                         |
| 2016 | Spank Bank Awards           | Номинация | Webcam-девушка года                     | н/д                         |
| 2016 | Spank Bank Technical Awards | Победа    | Лучшее живое домашнее кулинарное шоу    | н/д                         |
| 2017 | AVN Awards                  | Победа    | Лучшая групповая лесбийская сцена секса | AI: Artificial Intelligence |
| 2017 | Spank Bank Awards           | Победа    | Customs Specialist of the Year          | н/д                         |
| 2017 | Spank Bank Awards           | Номинация | Fucking Nerd of the Year                | н/д                         |
| 2017 | Spank Bank Awards           | Номинация | Webcam / Skype Show Girl of the Year    | н/д                         |
| 2017 | XBIZ Award                  | Номинация | Вебкам-модель года                      | н/д                         |
| 2018 | AVN Awards                  | Номинация | Лесбийская актриса года                 | н/д                         |
| 2018 | AVN Awards                  | Номинация | Лучшая групповая лесбийская сцена       | The Faces of Alice          |
| 2018 | Spank Bank Awards           | Номинация | Бондаж-артист года                      | н/д                         |
| 2018 | Spank Bank Awards           | Номинация | Customs Specialist of the Year          | н/д                         |
| 2018 | Spank Bank Awards           | Победа    | Королева куннилингуса                   | н/д                         |
| 2018 | Spank Bank Awards           | Номинация | Webcam / Skype Show Girl of the Year    | н/д                         |
| 2018 | XBIZ Award                  | Номинация | Лесбийская актриса года                 | н/д                         |
| 2018 | Spank Bank Technical Awards | Победа    | Most Likely To Earn A Michelin Star     | н/д                         |